# Unhappy Triad

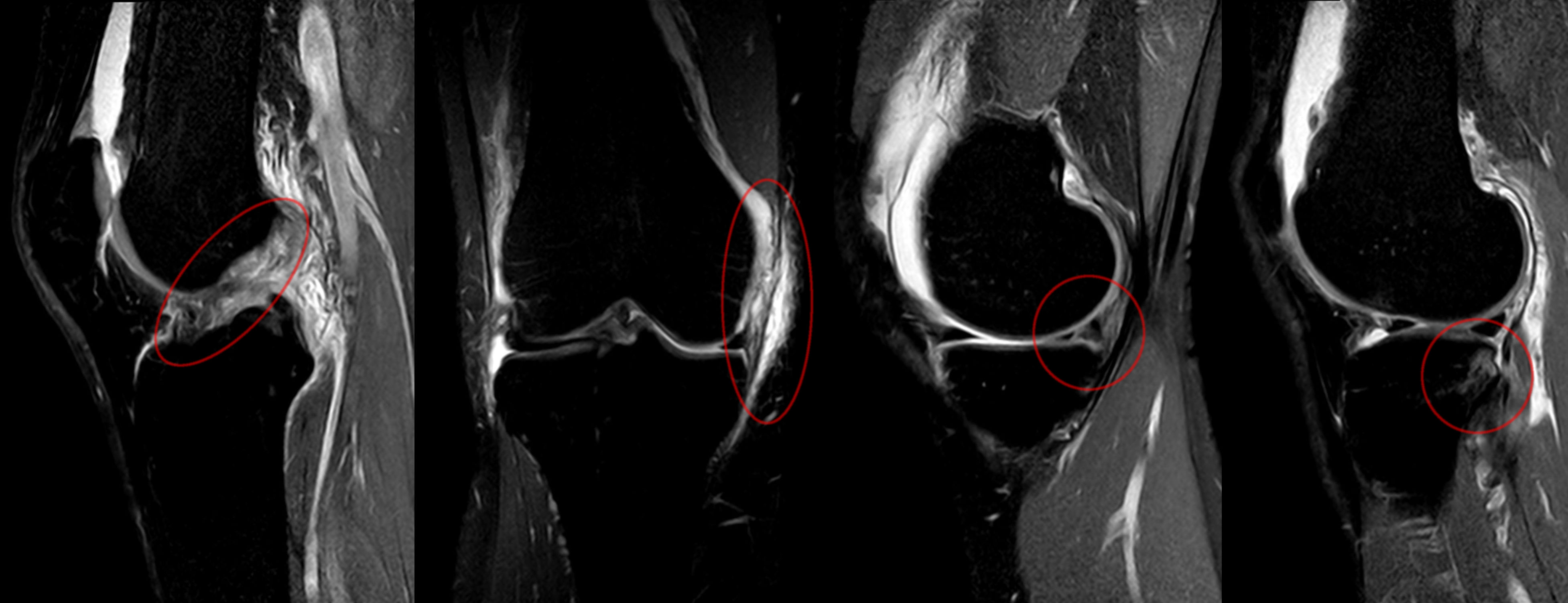
Unhappy Triad in der Magnetresonanztomographie. Von links nach rechts: Ruptur des vorderen Kreuzbandes, Ruptur des medialen Kollateralbandes, Innenmeniskusriss (hier komplexer Riss des Hinterhorns). Meist findet sich noch eine Kontusion hinten außen im Schienbein (ganz rechts).

Der englische Begriff Unhappy Triad (dt. ‚unglückliche Triade‘) beschreibt die Kombination aus einem Riss des vorderen Kreuzbandes (lat. Ligamentum cruciatum anterius), des Innenmeniskus (Meniscus medialis) und des medialen Kollateralbandes (Innenband) (Ligamentum  collaterale tibiale). Das Verletzungsmuster wurde 1950 von O’Donoghue beschrieben und von ihm 1964 als Unhappy Triad bezeichnet.
Als Ursachen sind häufig sogenannte „Flexions-Valgus-Außenrotations-Verletzungen“ angenommen worden. Das heißt, dass das Knie leicht gebeugt, in die X-Bein-Stellung und bei stehendem Unterschenkel nach außen gedreht wird. Zu den „Klassikern“ unter den Verletzungshergängen gehören Ski-Unfälle, bei denen der Patient mit einem Ski hängen bleibt und dadurch die beschriebene Mechanik auslöst.
In den letzten Jahren wurden aber mehrfach Zweifel an der beschriebenen Kombination laut. In mehreren Patientenserien war der Außenmeniskus bei dem oben genannten Unfallmechanismus deutlich häufiger betroffen als der Innenmeniskus. Es handelt sich somit vermutlich bei der Unhappy Triad  um ein nicht so häufiges Verletzungsmuster.